# フランシス・グレンジャー

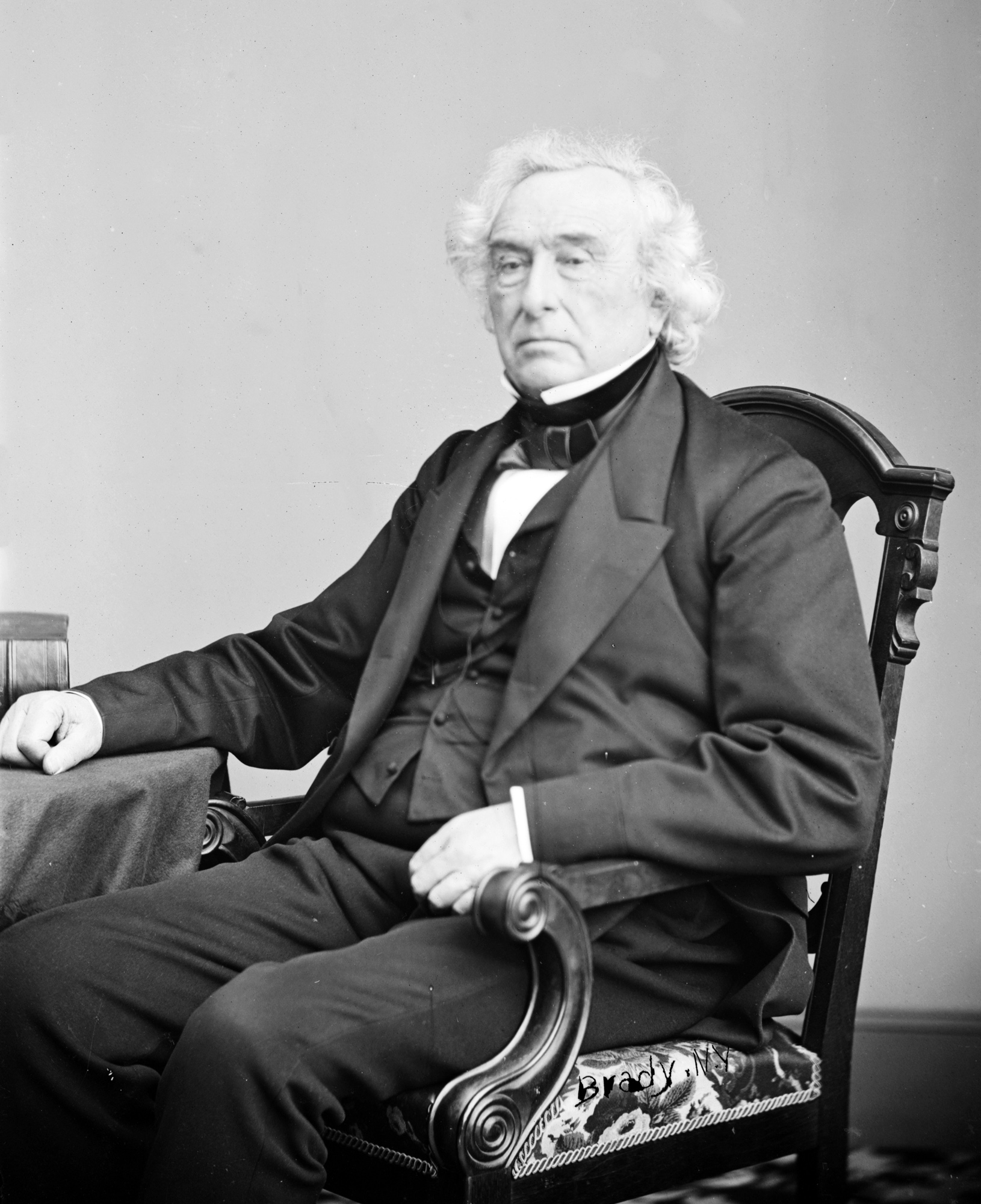
フランシス・グレンジャー

フランシス・グレンジャー（Francis Granger, 1792年12月1日 - 1868年8月31日）は、アメリカ合衆国の政治家。1841年に第13代アメリカ合衆国郵政長官を務めた。

## 生い立ちと家族
1792年12月1日、グレンジャーはコネチカット州サフィールドにおいて、第7代アメリカ合衆国郵政長官ギデオン・グレンジャーとマインドウェル・ピース (Mindwell Pease, 1770-1860) の息子として誕生した。グレンジャーは古典を学び、1811年にイェール大学を卒業した。1814年、グレンジャーは父親とともにニューヨーク州カナンデーグアに移った。グレンジャーは法律を学び、1816年に弁護士として認可を受け、弁護士業を開業した。
1817年10月20日、グレンジャーはニューヨーク州ユーティカにおいて、コーニーリア・ヴァン・レンセラー (Cornelia Rutson Van Rensselaer, 1798-1823) と結婚した。2人の間には以下の子供が生まれた。
- コーニーリア・アデライン・グレンジャー（Cornelia Adeline, 1819年9月15日 - 1892年6月16日）
- ギデオン・グレンジャー（Gideon Granger, 1821年8月30日 - 1868年9月3日）

## 政治活動
グレンジャーは1826年から1828年まで、および1830年から1832年までニューヨーク州下院議員を務めた。1828年、グレンジャーはニューヨーク州副知事選挙に立候補したが、敗北した。また1830年と1832年、グレンジャーは国民共和党の公認としてニューヨーク州知事に立候補したが、これも敗北した。
1834年、グレンジャーはホイッグ党の公認候補としてアメリカ合衆国下院議員に立候補した。グレンジャーはこの選挙で当選し、1835年3月4日から1837年3月3日までアメリカ合衆国下院議員を務めた。
1836年、グレンジャーはホイッグ党と反メイソン党の公認候補としてアメリカ合衆国副大統領に立候補したが、敗北した。また同年、グレンジャーはホイッグ党の公認候補としてアメリカ合衆国下院議員に立候補したが、これも敗北した。
1838年、グレンジャーはホイッグ党の公認候補としてアメリカ合衆国下院議員に立候補した。グレンジャーはこの選挙で当選し、1839年3月4日から1841年3月5日までアメリカ合衆国下院議員を務めた。
1841年、グレンジャーはウィリアム・ハリソン大統領からアメリカ合衆国郵政長官に指名された。グレンジャーは1841年3月6日から1841年9月18日までアメリカ合衆国郵政長官を務めた。
1841年、グレンジャーはジョン・グレイグの辞任によって空席となったアメリカ合衆国下院の議席を充当するため、アメリカ合衆国下院議員に選出された。グレンジャーは1841年11月27日から1843年3月3日までアメリカ合衆国下院議員を務めた。
1861年、グレンジャーはワシントン平和会議の代表に選出された。ワシントン平和会議では、南北戦争の勃発を防ぐための議論が交わされた。

## 晩年
1868年8月31日、グレンジャーはニューヨーク州カナンデーグアで死去した。グレンジャーの遺体はカナンデーグア市内のウッドローン墓地に埋葬された。